# Marco Ferrari

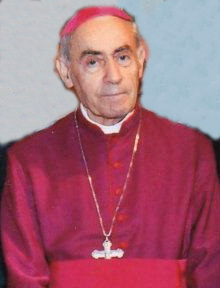
Weihbischof Marco Ferrari (2010)

Marco Virgilio Ferrari (* 27. November 1932 in Bergamo; † 23. November 2020 in Cassano Magnago) war ein italienischer römisch-katholischer Geistlicher und Weihbischof in Mailand.

## Leben
Marco Ferrari empfing am 28. Juni 1959 die Priesterweihe im Mailänder Dom durch Giovanni Battista Kardinal Montini. Im gleichen Jahr erwarb Ferrari ein Lizenziat im Fach Katholische Theologie.
Ferrari war von 1959 bis 1963 als Subregens am Priesterseminar in Saronno tätig, bevor er dessen Regens wurde. Von 1972 bis 1981 war er Pfarrer in Osnago und von 1981 bis 1983 Pfarrer der Pfarrei Santa Maria del Suffragio in Mailand. Anschließend wurde er Bischofsvikar für die Seelsorgezone I des Erzbistums Mailand mit Sitz in Mailand, was er bis 1991 blieb.
Papst Johannes Paul II. ernannte ihn am 8. September 1987 zum Weihbischof in Mailand und Titularbischof von Mazaca. Der Erzbischof von Mailand, Carlo Maria Kardinal Martini SJ, spendete ihm am 18. Oktober desselben Jahres im Mailänder Dom die Bischofsweihe; Mitkonsekratoren waren die Mailänder Weihbischöfe Bernardo Citterio und Renato Corti. Von 1991 bis 2003 war Marco Ferrari als Bischofsvikar für die Seelsorgezone II des Erzbistums Mailand mit Sitz in Varese zuständig. Zudem war er von 1995 bis 2009 Mitglied der Kommission für die christliche Bildung, Kultur und Schule der Italienischen Bischofskonferenz.
Am 10. Januar 2009 nahm Papst Benedikt XVI. seinen altersbedingten Rücktritt an. Marco Ferrari starb im November 2020 an den Folgen von COVID-19.